# Estilo do cachorro
O Estilo do Cachorro, também conhecido como Gǒuquán (狗拳), Dìshùquán (地术拳), Dishu Quanfa, Método Canino de Luta de Chão, Dishang Feilong e Dragão Voador sobre o Solo, é um estilo de arte marcial chinesa nativo da província de Fujian. Embora guarde semelhanças com estilos como  o Wuzuquan, Huzunquan e outros da região, este estilo sulista de kung-fu se diferencia por se especializar em quedas, qinna e luta de chão. O estilo também ensina técnicas de camisa de ferro, palma de ferro e salto. Tradicionalmente, credita-se a criação do estilo a uma monja budista que o teria desenvolvido para se proteger de ataques de bandidos durante suas viagens.

## Origens
Uma das lendas sobre as origens do estilo remete ao Templo do Lótus Branco (白蓮), na província de Fujian. Na época, as mulheres chinesas eram submetidas à prática dos pés de lótus. Isso tornava as práticas físicas muito penosas ou mesmo impossíveis para as mulheres. As monjas desse templo, então, desenvolveram um sistema de defesa pessoal adaptado às limitações físicas das mulheres. Durante a dinastia Qing, quando houve uma política governamental de destruição dos templos, a monja Si Yue deixou o templo do Lótus Branco e viajou para a região norte da província. Ela teria ficado doente na região de Yongtai, perto de Fuzhou, e teria sido cuidada pela família Chen. Em agradecimento, a monja teria permanecido junto à família para ensinar o seu estilo de arte marcial, o Gouquan, ao filho da família, Chen Biao. A família manteve o estilo como um segredo de família por várias gerações.
Outra lenda sugere que o famoso Fong Sai-yuk era mestre de Dishuquan e teria passado suas técnicas para os monges do templo Zhuyuansi (conhecido atualmente como templo Guanyuan). O estilo teria sido mantido por várias gerações até que um monge chamado Hui Kai ensinou o estilo a Zheng Yishan.

## Chen Yijiu
Durante os primeiros anos da República da China, Chen Ayin, um descendente de Chen Biao, fugiu para Cingapura após ter matado acidentalmente um homem enquanto defendia um amigo. Ele foi acolhido por um imigrante chinês, Chen Yijiu. Em agradecimento, Chen Ayin ensinou o Dishuquan para Chen Yijiu. 
Chen Yijiu, que já dominava outras artes marciais como o muay thai, o estilo do dragão de kung-fu e o zui quan, passou muitos anos refinando suas técnicas de Dishuquan e construindo uma reputação no Sudeste da Ásia como o "Perna de Ferro". Ele deixou Cingapura em 1932 e se mudou para a aldeia de Xiyuan, em Fuzhou, onde residiu até sua morte em 1997. Ele passou os últimos anos de sua vida ensinando Dishuquan, disseminando sua arte pela região de Fuzhou.